# Jaguarundi

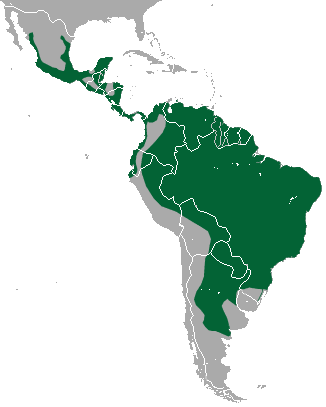
Verbreitungskarte

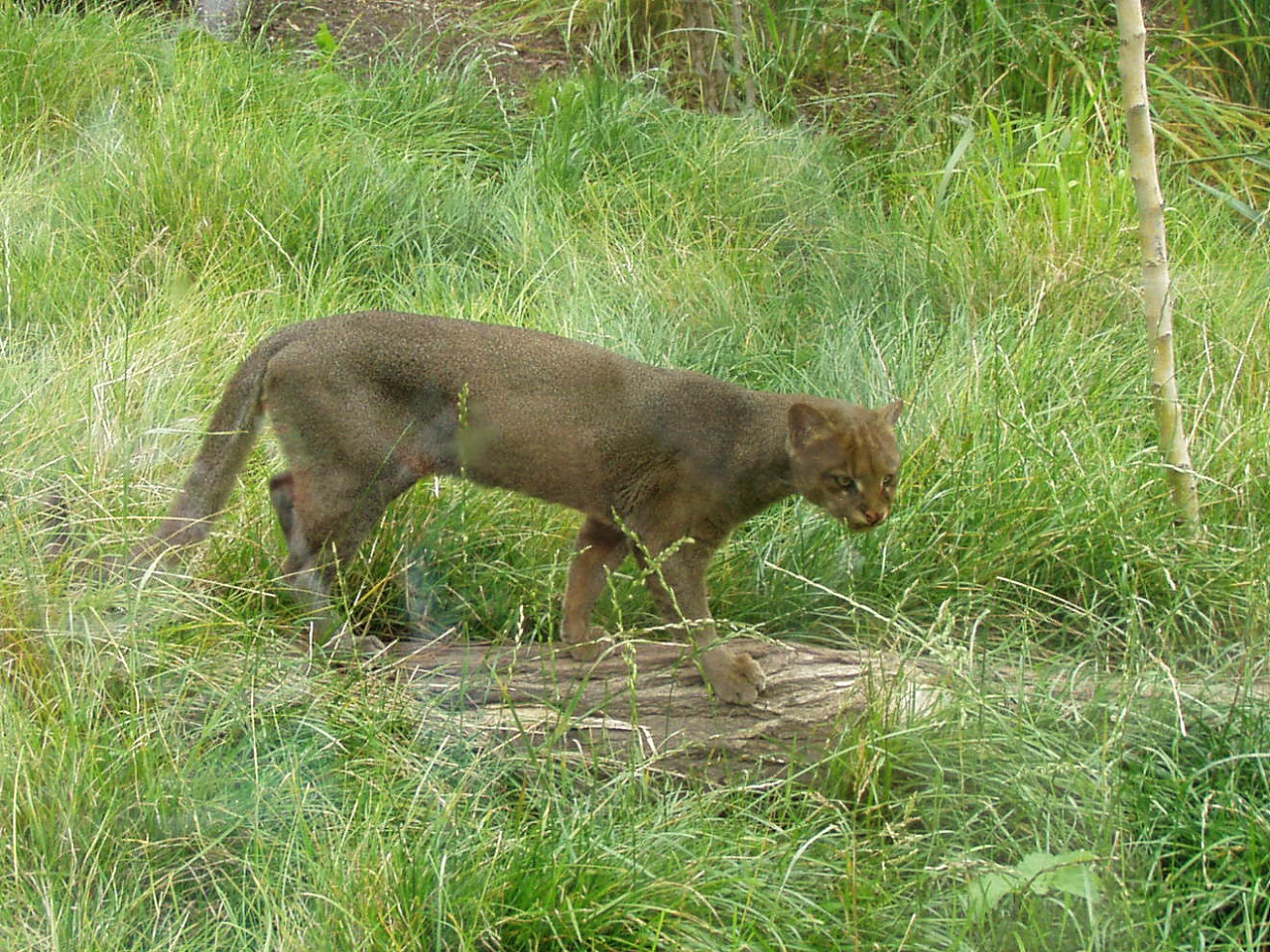
Jaguarundi, rote Morphe

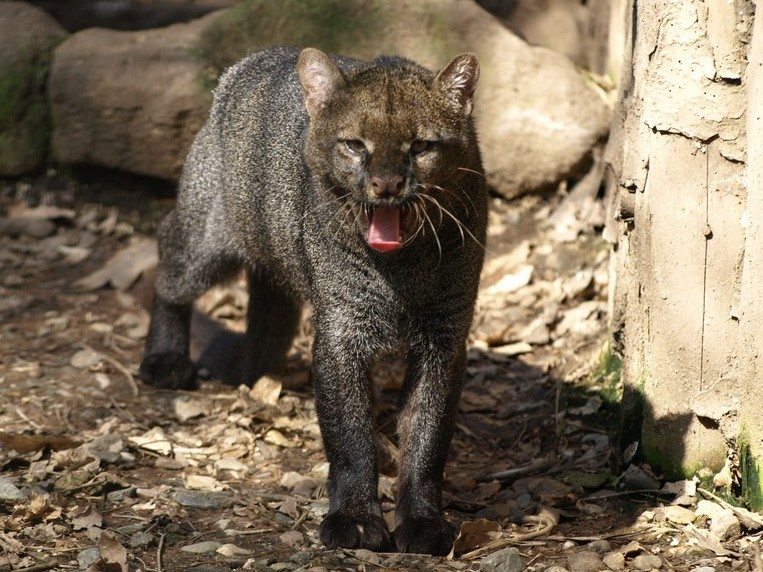
Graue Morphe

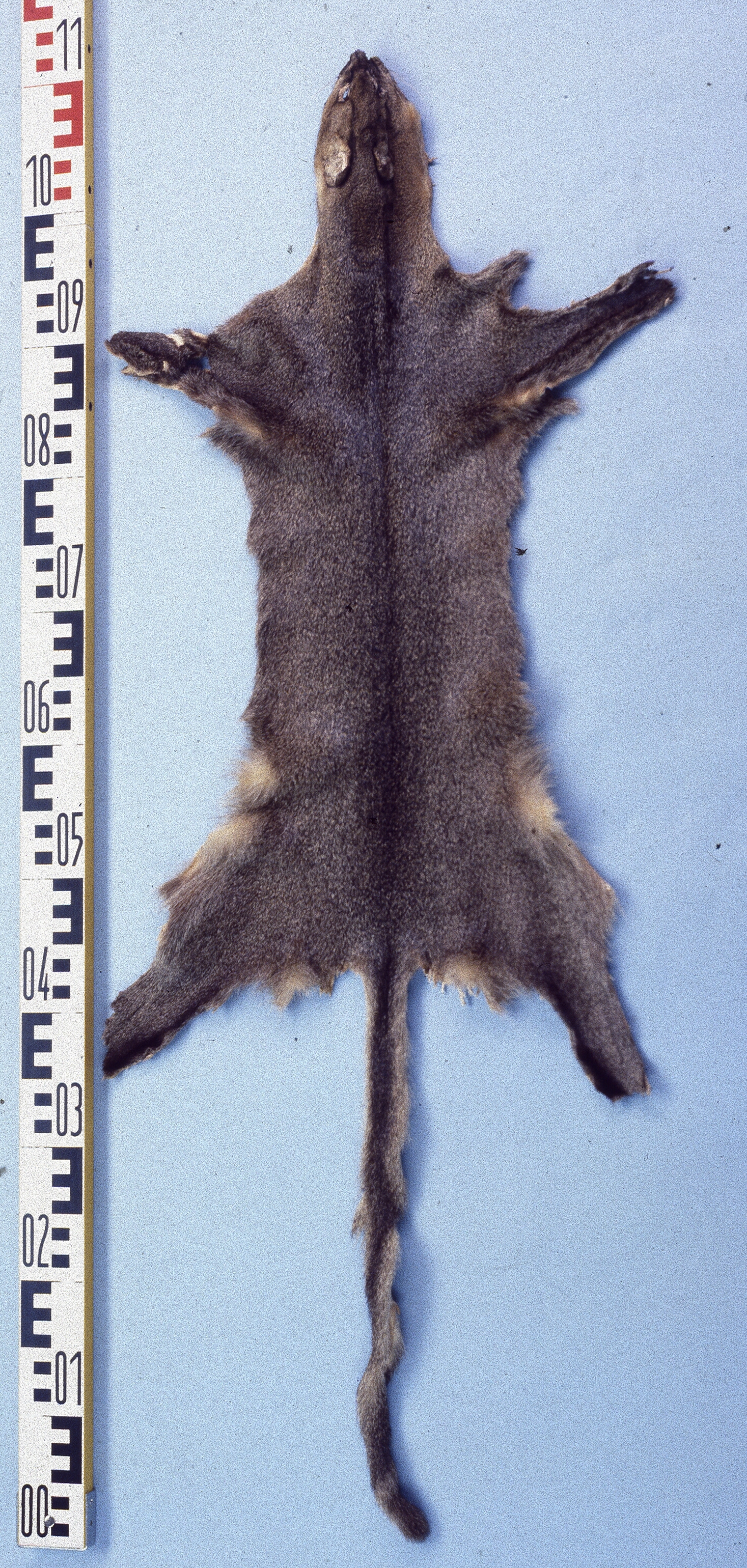
Jaguarundifell

Der (auch: das) Jaguarundi (Herpailurus yagouaroundi, Synonym: Puma yagouaroundi), auch Wieselkatze genannt, ist eine Katzenart des südlichen Nordamerika sowie Zentral- und Südamerikas. Trotz seines großen Verbreitungsgebietes und seiner relativen Häufigkeit ist der Jaguarundi eine der am wenigsten erforschten Katzen des amerikanischen Doppelkontinents.

## Merkmale
Jaguarundis sind kurzbeinige, langschwänzige Katzen. Ihre Kopf-Rumpf-Länge beträgt 65 cm, hinzu kommen 45 cm Schwanz. Das Körpergewicht kann bis zu 9,1 kg betragen. Insgesamt hat der Jaguarundi eine im Vergleich zu anderen Katzen einheitliche Fellfarbe. Es gibt zwei Farbvarianten: Die graue Morphe hat ein graues Fell, die rote Morphe ist rotbraun; beide Varianten haben lediglich einige wenige, nur geringfügig auffallende weiße Abzeichen im Gesicht. Die graue Morphe kann zwischen aschgrau bis fast schwarz variieren. Die rotbraune Morphe variiert von hellbraun über olivbraun bis leuchtend kastanienrot. Früher hielt man die Morphen für verschiedene Arten und bezeichnete nur die graue Morphe als Jaguarundi, die rote Morphe aber als Eyra. Beide Morphen kommen zusammen im gleichen Verbreitungsgebiet vor und paaren sich uneingeschränkt untereinander, wonach es in ihrem Wurf wiederum rote und graue Junge gibt.
Das Lautrepertoire von Jaguarundis ist sehr groß und umfasst Schnurren, Knurren, Schreien und ein an Vögel erinnerndes helles Tschirpen. Insgesamt werden für Jaguarundis 13 deutlich unterscheidbare Lautäußerungen beschrieben.

## Verbreitungsgebiet und Lebensraum
Der Jaguarundi ist über die Tropen und Subtropen des amerikanischen Doppelkontinents verbreitet. Er kommt vom äußersten Süden des US-amerikanischen Bundesstaates Texas über die Küstenebenen Mexikos und Zentralamerikas bis nach Argentinien und Bolivien vor. In Uruguay gilt er seit kurzem als ausgestorben. In Texas ist er sehr selten; das letzte bekannte Exemplar wurde 1986 als Verkehrsopfer gefunden. Sein Vorkommen wird gelegentlich auch für den Südosten Arizonas berichtet, jedoch gibt es aus diesem US-amerikanischen Bundesstaat bereits seit längerem keine bestätigten Sichtungen mehr.
Von Sichtungen des Jaguarundis in Florida wird seit Beginn des 20. Jahrhunderts berichtet. Es ist allerdings davon auszugehen, dass die Katzen hier eingeführt wurden. Zugeschrieben wird die Einführung einer einzelnen Person, die die Tiere aus Südamerika importierte und diese in der Nähe von Chiefland frei ließ. Die ersten Sichtungen werden aus dem Jahr 1907 berichtet. Weitere Sichtungen gab es im Zeitraum 1930 bis 1950. Der erste offizielle Bericht, dass von einer Anwesenheit von Jaguarundis auszugehen ist, wurde 1942 veröffentlicht. Die Zahl der Sichtungen ist in der zweiten Hälfte des 20. Jahrhunderts deutlich zurückgegangen, es werden aber immer noch welche berichtet.
Der Jaguarundi bewohnt verschiedene Habitate, vor allem aber lichte Wälder, Buschland und Waldränder. Seltener kommt er in offenem Gelände und im tropischen Regenwald vor. Grundsätzlich scheint der Jaguarundi offeneres Gelände als die sympatrischen Katzenarten Ozelot, Langschwanzkatze, Nördliche und Südliche Tigerkatze zu bewohnen. Wenn auch Jaguarundis gelegentlich in offenem Grasland gesichtet werden, so bevorzugen sie insgesamt jedoch mosaikartige Habitate mit dichter Vegetation und offenen Flächen. Telemetrische Untersuchungen in den 1980er Jahren haben die bis dahin eher anekdotischen Berichte bestätigt, dass Jaguarundis die Nähe von Fließgewässern bevorzugen. Seine Höhenverbreitung reicht vom Meeresniveau bis auf Höhenlagen von 3.200 Metern.

## Sozial- und Revierverhalten
Auch wenn Jaguarundis am häufigsten einzeln beobachtet werden, gibt es zahlreiche Beobachtungen von zwei oder mehr Tieren. Es ist dabei nicht sicher, ob es sich um Paare handelt, um ein Weibchen mit bereits fast ausgewachsenen Jungtieren oder um eine andere soziale Einheit. Bei in Gefangenschaft gehaltenen Tieren hat sich erwiesen, dass Jaguarundis zumindest eine gemeinschaftliche Haltung in der Familiengruppe dulden.
Über das Revierverhalten gibt es nur wenige Daten, die zum Teil widersprüchlich sind. In Belize wurden zwei Männchen mittels Radiotelemetrie beobachtet, die zwei sehr große Reviere von 88 beziehungsweise 100 Quadratkilometer durchstreiften. Damit wären die Reviere deutlich größer als die männlicher Jaguare, die in derselben Region leben. Das Revier der Weibchen in Belize war lediglich 20 Quadratkilometer groß. In Mexiko waren die Reviere sowohl von Männchen als auch Weibchen erheblich kleiner und entsprachen 8,9 Quadratkilometern für die Männchen und 8,3 für die Weibchen. Unabhängig vom Geschlecht durchstreiften die Katzen in Belize ihr Revier und legten dabei täglich durchschnittlich 6,6 Kilometer zurück. Sie kehrten dabei nicht an ihren Ausgangspunkt zurück.

## Nahrung und Nahrungserwerb
Jaguarundis jagen sowohl während der Nacht als auch während des Tages; die bis jetzt an dieser Tierart durchgeführten Studien haben gezeigt, dass der Jaguarundi jedoch überwiegend tagaktiv ist. In einer in Belize durchgeführten Studie dieser Katze begannen die Jaguarundis kurz vor Einbruch der Morgendämmerung aktiv zu werden. Ihre Aktivitätsphase erstreckte sich ohne größere Unterbrechungen bis zum Sonnenuntergang, der hier um 18 Uhr einsetzte. Der Schwerpunkt der Jagdaktivitäten erfolgte um 11 Uhr morgens. Bei Untersuchungen in Mexiko wurde dieses Ergebnis bestätigt: 85 Prozent der Aktivitäten des Jaguarundi fanden während des Tages statt.
Der Jaguarundi ist überwiegend ein Bodenjäger, auch wenn er geschickt klettern kann und auf Ästen sicher balanciert. Die Tiere können bis zu zwei Meter in die Höhe springen, um beispielsweise nach auffliegenden Vögeln zu schlagen. Sie sind außerdem in der Lage, sich auf ihren Hinterbeinen aufzurichten und sich dabei nur mit Hilfe ihres Schwanzes abzustützen.
Der Jaguarundi jagt Nagetiere, Kaninchen, Vögel und Reptilien. Es wird davon ausgegangen, dass der größte Teil der Beutetiere weniger als ein Kilogramm wiegt. Die wenigen Untersuchungen in Belize, Venezuela und Brasilien unterstützen diese Auffassung. In Belize waren Baumwollratten die wichtigsten Beutetiere, daneben stellten Vögel und Opossums wesentliche Beutetiere dar. Auch Blätter und Früchte fanden sich bei durchgeführten Kotuntersuchungen. In Venezuela wurde der Mageninhalt von zwanzig überfahrenen Jaguarundis untersucht. Auch hier waren Säugetiere die wichtigste Nahrungsquelle, danach Vögel und Reptilien. In mehr als der Hälfte der Mägen fand sich außerdem Gras. Grundsätzlich wird davon ausgegangen, dass der Jaguarundi ein opportunistischer Jäger ist, d. h. er nutzt überwiegend die Beutetiere, die häufig vorkommen und die er vergleichbar einfach ergreifen kann. In dieses Bild passt auch, dass Jaguarundis beim Fressen von Fischen beobachtet wurden, die in einem austrocknenden Teich gefangen waren.

## Fortpflanzung
Es ist bislang nicht sicher, ob Jaguarundis ganzjährig Nachwuchs zeugen können oder ob es zwei jährliche Fortpflanzungszeiten gibt bzw. (im Norden ihres Verbreitungsgebietes) eine, die dann in den Herbst fällt. An in Gefangenschaft gehaltenen Tieren hat man festgestellt, dass der Östrus des Weibchens lediglich drei bis fünf Tage kurz ist und dass der Sexualzyklus etwa 53 Tage dauert. Empfängnisbereite Weibchen lassen eine Verhaltensänderung erkennen: Sie wälzen sich häufig auf dem Boden („rollen“) und hinterlassen häufiger Urinmarkierungen. Die eigentliche Kopulation endet mit dem katzentypischen Nackenbiss.
Die Tragzeit beträgt 70 bis 75 Tage. Der Wurf kann zwischen einem und vier Jungtieren umfassen, in Gefangenschaft sind zwei Jungtiere die Regel. Die Weibchen bieten den Jungtieren das erste Mal feste Nahrung an, wenn die Jungen etwa drei Wochen alt sind. Die Jungtiere spielen zunächst nur mit der Nahrung und kauen darauf herum. Gewöhnlich wird die herangetragene Nahrung anschließend vom Muttertier gefressen. Erst im Alter von sechs Wochen nehmen die Jungtiere feste Nahrung auf.
In Gefangenschaft gehaltene Jaguarundis erreichten ein Lebensalter von mehr als zehn Jahren.

## Systematik
Die Art wurde als Felis yagouaroundi von Étienne Geoffroy Saint-Hilaire erstbeschrieben. Er bezog sich dabei, neben Museumsmaterial in Paris, auf die Beschreibung des „Yagouaroundi“ durch Félix de Azara in seinen Voyages dans l’Amerique Méridionale depuis 1781 jusqu’à 1801, der den Namen von den indianischen Einwohnern Paraguays übernommen hatte. Die Beschreibung als Felis yagouarondi 1809 durch Bernard Germain Lacépède ist taxonomisch ungültig (nomen invalidum). Es existieren zahlreiche weitere Synonyme, darunter Felix eyra (auch F. eira), der sich auf die ebenfalls von de Azara geschilderte rote Farbform der Art bezieht. Die systematische Einordnung des Jaguarundi galt als schwierig. Zu seinen Besonderheiten gehört, dass er wie die Altweltkatzen 38 Chromosomen hat, während die anderen südamerikanischen Kleinkatzen über 36 Chromosomen verfügen. Der russische Zoologe Nikolai Alexejewitsch Sewerzow führte für die Art 1858 die (monotypische) Gattung Herpailurus ein, viele andere Autoren hingegen stellen sie mit dem Puma in die gleichnamige Gattung. Molekulargenetische Untersuchungen aus den Jahren 2000 und 2006 bestätigten die enge Verwandtschaft zum Puma, in einer Untersuchung von 2010 ergab sich allerdings keine nähere Verwandtschaft. Inzwischen hat sich die Bezeichnung Herpailurus yagouaroundi weitgehend durchgesetzt. Unstrittig ist jedoch, dass Puma, Jaguarundi und der afrikanische Gepard (Acinonyx jubatus) relativ nah miteinander verwandt sind und eine gemeinsame Klade innerhalb der Kleinkatzen bilden.

## Einzelbelege
1. 1 2 3 4  Sunquist, S. 114.
2. ↑  
Jaguarundi (Felis yagouaroundi tolteca). (PDF; 41 kB) United States Fish and Wildlife Service, archiviert vom Original am 11. November 2012; abgerufen am 1. Januar 2009 (englisch).  Info: Der Archivlink wurde automatisch eingesetzt und noch nicht geprüft. Bitte prüfe Original- und Archivlink gemäß Anleitung und entferne dann diesen Hinweis.
3. 1 2 3  Sunquist, S. 116.
4. ↑  
Daniel Simberloff, Don C. Schmitz, and Tom C. Brown: Strangers in Paradise: Impact and Management of Nonindigenous Species in Florida. Island Press, 1997, ISBN 1-55963-430-8, S. 172–173 (englisch, google.com [abgerufen am 11. August 2010]).
5. 1 2 3 4  Sunquist, S. 115.
6. ↑  Sunquist, S. 115 und 116.
7. ↑  
A. M. Husson: The Mammals of Suriname. Zoölogische Monographieën van het Rijksmuseum van Natuurlijke Historie. Brill, Leiden, S. 323 ff.
8. ↑  
Don E. Wilso & DeeAnn M. Reeder: Mammal Species of the World: A Taxonomic and Geographic Reference. Vol. 12. JHU Press, 2005 Vorschau bei Google Books
9. ↑  
M. Culver, Johnson, W.E., Pecon-Slattery, J., O’Brein, S.J.: Genomic Ancestry of the American Puma. In: Journal of Heredity. 91. Jahrgang, Nr. 3. Oxford University Press, 2000, S. 186–97, doi:10.1093/jhered/91.3.186, PMID 10833043 (englisch, coryi.org (Memento des Originals vom 16. Juni 2007 im Internet Archive)).
10. ↑  
Warren E. Johnson, Eduardo Eizirik, Jill Pecon-Slattery, William J. Murphy, Agostinho Antunes, Emma Teeling, Stephen J. O’Brien: The Late Miocene Radiation of Modern Felidae: A Genetic Assessment. Science Vol. 311 (2006), S. 73–77.
11. ↑  
Ingi Agnarsson, Matjaz Kuntner, Laura J. May-Collado: Dogs, cats, and kin: A molecular species-level phylogeny of Carnivora. Molecular Phylogenetics and Evolution 54 (2010), S. 726–745; doi:10.1016/j.ympev.2009.10.033.
12. 1 2  
Kitchener A. C., Breitenmoser-Würsten Ch., Eizirik E., Gentry A., Werdelin L., Wilting A., Yamaguchi N., Abramov A. V., Christiansen P., Driscoll C., Duckworth J. W., Johnson W., Luo S.-J., Meijaard E., O’Donoghue P., Sanderson J., Seymour K., Bruford M., Groves C., Hoffmann M., Nowell K., Timmons Z. & Tobe S. 2017. A revised taxonomy of the Felidae. The final report of the Cat Classification Task Force of the IUCN / SSC Cat Specialist Group. Cat News Special Issue 11, 80 pp. S. 26–28.
13. ↑  
Herpailurus yagouaroundi in der Roten Liste gefährdeter Arten der IUCN 2012.2. Eingestellt von: Caso, A., Lopez-Gonzalez, C., Payan, E., Eizirik, E., de Oliveira, T., Leite-Pitman, R., Kelly, M. & Valderrama, C., 2008. Abgerufen am 20. April 2013.
14. ↑  
Valentina Segura, Francisco Juan Prevosti u. Guillermo Cassini: Cranial ontogeny in the Puma lineage, Puma concolor, Herpailurus yagouaroundi, and Acinonyx jubatus (Carnivora: Felidae): a three-dimensional geometric morphometric approach. September 2013, Zoological Journal of the Linnean Society 169(1), S. 235–250; doi:10.1111/zoj.12047.
15. ↑  Herpailurus yagouaroundi (É. Geoffroy Saint-Hilaire, 1803) (Memento des Originals vom 28. Oktober 2020 im Internet Archive)  Info: Der Archivlink wurde automatisch eingesetzt und noch nicht geprüft. Bitte prüfe Original- und Archivlink gemäß Anleitung und entferne dann diesen Hinweis., mammaldiversity.org